# Bartiébougou (département)
Cet article concerne le département et la commune rurale. Pour le village chef-lieu, voir Bartiébougou.
Bartiébougou ou Bartibougou est un département et une commune rurale de la province de la Komandjoari (ou Komandjari, Komondjari), situé dans la région de l’Est au Burkina Faso.

## Géographie

### Démographie
- En 2003, le département comptait 14 486 habitants estimés[1].
- En 2006, le département comptait 16 232 habitants recensés[2].
- En 2019, le département comptait 16 929 habitants recensés[3].

## Administration

### Villages
Le département et la commune rurale de Bartiébougou (ou Bartibougou) est administrativement composé de douze villages, dont le village chef-lieu homonyme (données de population consolidées en 2012, issues du recensement général de la population de 2006) :
- Bartiébougou (ou Bartibougou) (2 342 habitants), chef-lieu
- Bartiébougou-Peulh (441 habitants)
- Bontégou (1 481 habitants)
- Bossongri (942 habitants)
- Gourel-Niébé (1 862 habitants)
- Haaba (2 770 habitants)
- Kienkièga (871 habitants)
- Paagou (616 habitants)
- Paagou-Peulh (572 habitants)
- Penkatougou (1 674 habitants)
- Tambiga (1 494 habitants)
- Tambissonguima (1 002 habitants)